# Castifao
Castifao (en idioma corso Castifau) es una comuna y población de Francia, en la región de Córcega, departamento de Alta Córcega. Pese a dar nombre al cantón, no es su cabecera.
Su población en el censo de 1999 era de 152 habitantes.

## Demografía
| 261 | 266 | 234 | 223 | 137 | 152 |
| Para los censos de 1962 a 1999 la población legal corresponde a la población sin duplicidades (Fuente: INSEE [Consultar]) |     |     |     |     |     |

- Datos: Q1087903
- Multimedia: Castifao / Q1087903

1. ↑  Worldpostalcodes.org, código postal n.º 20218.
2. ↑  INSEE, Datos de población para el año 2012 de Castifao (en francés).